# Trondra
Trondra est une île de l'archipel des Shetland. Sa superficie est de 2,75 km². Elle est reliée au nord par un pont routier à Mainland, l'île principale des Shetland, et au sud par un autre pont à Burra Ouest